# Thalamoporella cookae
Thalamoporella cookae är en mossdjursart som beskrevs av Soule, Soule och Chaney 1992. Thalamoporella cookae ingår i släktet Thalamoporella och familjen Thalamoporellidae. Inga underarter finns listade i Catalogue of Life.